# Сибирска сърна
Сибирските сърни (Capreolus pygargus) са вид средноголеми бозайници от семейство Еленови (Cervidae).

## Разпространение
Разпространени са в степните и лесостепни области на Евразия, от средното течение на река Волга до Корея и от Южен Сибир до Източен Тибет.

## Описание
Имат по-дълги рога с повече разклонения от срещащия се в Европа вид сърна (Capreolus capreolus).

## Размножаване
Продължителността на живота им е 14-18 години, най-често 8-12 години.

## Подвидове
- Capreolus pygargus pygargus
- Capreolus pygargus tianschanicus